# Grande Prêmio de Mônaco de 1975
Resultados do Grande Prêmio de Mônaco de Fórmula 1 realizado em Montecarlo em 11 de maio de 1975. Quinta etapa da temporada, teve como vencedor o austríaco Niki Lauda, da Ferrari.

## Resumo
Ao não se classificar para o grid, Graham Hill, o "Mr. Mônaco", dá adeus à Fórmula 1 para exercer apenas a chefia da equipe Embassy Hill.

## Classificação da prova
| Pos. | Nº | Piloto             | Construtor          | Voltas | Tempo/Diferença   | Grid | Pontos |
| ---- | -- | ------------------ | ------------------- | ------ | ----------------- | ---- | ------ |
| 1    | 12 | Niki Lauda         | Ferrari             | 75     | 2:01:21.31        | 1    | 9      |
| 2    | 1  | Emerson Fittipaldi | McLaren-Ford        | 75     | + 2.78            | 9    | 6      |
| 3    | 8  | José Carlos Pace   | Brabham-Ford        | 75     | + 17.81           | 8    | 4      |
| 4    | 5  | Ronnie Peterson    | Lotus-Ford          | 75     | + 38.45           | 4    | 3      |
| 5    | 4  | Patrick Depailler  | Tyrrell-Ford        | 75     | + 40.86           | 12   | 2      |
| 6    | 2  | Jochen Mass        | McLaren-Ford        | 75     | + 42.07           | 15   | 1      |
| 7    | 3  | Jody Scheckter     | Tyrrell-Ford        | 74     | + 1 volta         | 7    |        |
| 8    | 6  | Jacky Ickx         | Lotus-Ford          | 74     | + 1 volta         | 14   |        |
| 9    | 7  | Carlos Reutemann   | Brabham-Ford        | 73     | + 2 voltas        | 10   |        |
| Ret  | 28 | Mark Donohue       | Penske-Ford         | 66     | Acidente          | 16   |        |
| Ret  | 24 | James Hunt         | Hesketh-Ford        | 63     | Acidente          | 11   |        |
| Ret  | 26 | Alan Jones         | Hesketh-Ford        | 61     | Roda              | 18   |        |
| Ret  | 9  | Vittorio Brambilla | March-Ford          | 48     | Acidente          | 5    |        |
| Ret  | 16 | Tom Pryce          | Shadow-Ford         | 39     | Acidente          | 2    |        |
| Ret  | 11 | Clay Regazzoni     | Ferrari             | 36     | Acidente          | 6    |        |
| Ret  | 18 | John Watson        | Surtees-Ford        | 36     | Spun off          | 17   |        |
| Ret  | 27 | Mario Andretti     | Parnelli-Ford       | 9      | Vazamento de óleo | 13   |        |
| Ret  | 17 | Jean-Pierre Jarier | Shadow-Ford         | 0      | Acidente          | 3    |        |
| DNQ  | 21 | Jacques Laffite    | Williams-Ford       |        |                   |      |        |
| DNQ  | 20 | Arturo Merzario    | Williams-Ford       |        |                   |      |        |
| DNQ  | 23 | Graham Hill        | Hill-Ford Lola-Ford |        |                   |      |        |
| DNQ  | 14 | Bob Evans          | BRM                 |        |                   |      |        |
| DNQ  | 31 | Roelof Wunderink   | Ensign-Ford         |        |                   |      |        |
| DNQ  | 25 | Torsten Palm       | Hesketh-Ford        |        |                   |      |        |
| DNQ  | 10 | Lella Lombardi     | March-Ford          |        |                   |      |        |
| DNQ  | 30 | Wilson Fittipaldi  | Fittipaldi-Ford     |        |                   |      |        |

## Tabela do campeonato após a corrida
| Pos. | Piloto             | Pontos |
| ---- | ------------------ | ------ |
| 1    | Emerson Fittipaldi | 21     |
| 2    | José Carlos Pace   | 16     |
| 3    | Niki Lauda         | 14     |
| 4    | Carlos Reutemann   | 12     |
| 5    | Jochen Mass        | 10,5   |

| Pos. | Construtor   | Pontos |
| ---- | ------------ | ------ |
| 1    | McLaren-Ford | 26,5   |
| 2    | Brabham-Ford | 25     |
| 3    | Ferrari      | 17     |
| 4    | Tyrrell-Ford | 13     |
| 5    | Hesketh-Ford | 7      |

- Nota: Somente as primeiras cinco posições estão listadas. A temporada de 1975 foi dividida em dois blocos de sete corridas onde cada piloto descartaria um resultado. Neste ponto esclarecemos: na tabela dos construtores figurava somente o melhor colocado dentre os carros do mesmo time.